# Иктин
Икти́н (греч. Ἰκτῖνος) — древнегреческий зодчий времён Перикла.
Построил, в сотрудничестве с командой архитекторов во главе с Калликратом, главное афинское святилище, Парфенон, постройка которого продолжалась 16 лет и была окончена в 438 до н. э.. Вместе с Карпионом написал сочинение об этом храме. Им выстроены также храм Деметры в Элевсине, где совершались известные таинства, и, включённый в список охраняемых ЮНЕСКО объектов (1986), Храм Аполлона в Бассах, близ Фигалии, в Аркадии (около 430 до н. э.). Иктина упоминает Витрувий, Страбон, Плутарх, Павсаний.
В честь Иктина назван кратер на Меркурии.

## Источник
- Иктин // Энциклопедический словарь Брокгауза и Ефрона : в 86 т. (82 т. и 4 доп.). — СПб., 1890—1907.